# Villa General Güemes
Villa General Güemes   es una localidad del Departamento Patiño, al sudeste de la provincia de Formosa, Argentina a 281 km de su capital. Está unida por la RN 81, y por la RN 95 "km 1371".

## Población
Cuenta con 3,907 habitantes (Indec, 2010), lo que representa un incremento del 18% frente a los 3,310 habitantes (Indec, 2001) del censo anterior.
| Gráfica de evolución demográfica de Villa General Güemes entre 1991 y 2010 |
|                                                                            |
| Fuente: Censos nacionales del INDEC                                        |

## Economía
Es una población forestal y productiva en el rubro carpinterías y fabricación de muebles de algarrobo, asentada en adyacencias del Ferrocarril General Belgrano, factor que le dio vida en sus orígenes y goza en la actualidad de un enorme privilegio, brindada por su capacidad y creatividad para la fabricación de muebles. 

## Toponimia
Es en homenaje al héroe salteño, General Martín Miguel de Güemes

## A.E.R.“Villa General Güemes”
La localidad cuenta con una Agencia de Extensión Rural. 

## Represa
Es un embalse de Reserva de Agua Potable.ejecutado por la provincia.

## Cultura
El Festival del Colono se realiza en la 2.ª quincena de abril (). La Festividad de Nuestra Sra. de Itatíel 16 de julio, y en octubre la Fiesta del Chamamé.

## Parroquias de la Iglesia católica en Villa General Güemes
| Diócesis  | Formosa                  |
| --------- | ------------------------ |
| Parroquia | Nuestra Señora de Fátima |